# (29579) 1998 FV54
A (29579) 1998 FV54 a Naprendszer kisbolygóövében található aszteroida. A LINEAR projekt keretében fedezték fel 1998. március 20-án.